# Bataille de Locminé (1799)
Pour les articles homonymes, voir Bataille de Locminé.
Chouannerie
Batailles
La bataille de Locminé se déroule le 29 octobre 1799 lors de la Chouannerie. Elle s'achève par la victoire des chouans, qui s'emparent de la petite ville de Locminé.

## Forces en présence
Locminé est défendue par une petite garnison de 62 à 80 hommes de la 58e demi-brigade,,,, 9 à 13 cavaliers du 2e régiment de chasseurs à cheval,, une brigade de gendarmerie,, commandée par Pacquetet et quelques dizaines d'hommes d'une colonne mobile destinée à être transformée en compagnie franche,, mais qui ne semblent pas avoir pris part à l'affrontement,. L'ensemble de ces troupes est commandé par le capitaine Perry — ou Ferry — de la 81e demi-brigade,, arrivé la veille de Pontivy pour organiser les troupes de la compagnie franche, et le lieutenant Valois, de la 58e,,.
Menés par Pierre Guillemot, colonel de la légion de Bignan, les chouans engagent quant à eux le 1er bataillon, dit de Bignan, commandé par Yves Le Thieis, et le 2e bataillon, dit de Pluméliau, dirigé par Guillôme, dit Alexandre, et  Mathurin Le Sergent,,. Les 3e et 4e bataillons, placés sous les ordres du lieutenant-colonel Gomez, restent en réserve, sur la route de Vannes,. Le nombre des chouans est estimé à 2 000 ou 3 000 par les rapports républicains. 

## Déroulement
Le 7 brumaire an VIII (29 octobre 1799), vers 7 heures du matin, les chouans lancent l'assaut sur Locminé,,. Le 1er bataillon, mené directement par Guillemot, attaque au sud, par la route de Vannes,,. Le 2e entre dans la ville par le nord-ouest, depuis la route de Pontivy,,. Un très faible détachement semble également avoir simulé une attaque à l'est, vers la route de Josselin.
Selon le récit de Julien Guillemot, fils de Pierre Guillemot, les républicains occupent les halles et les maisons environnantes,. D'après le rapport du 2e chasseurs, la garnison est casernée et seule une garde de 20 hommes est distribuée dans différents postes. Le corps de garde oppose une résistance, mais l'infanterie est « en partie surprise dans ses lits ».
Dans ses mémoires, Julien Guillemot rapporte qu'au début du combat, un sous-officier mulâtre « se présente sur la place et porte un défi, à la baïonnette, au plus brave des Chouans »,,,. Alors que, « comme par enchantement, le feu cesse et le silence règne », Mathurin Le Sergent « s'élance vers lui et, en moins de deux minutes, il l'étend à ses pieds, et crie « en avant » à son bataillon. Alors recommence le combat »,,,.
Les chouans arrivent ensuite face aux halles, qu'ils attaquent des deux côtés,. Bientôt cernés, les républicains se rendent. Les derniers combats s'achèvent dans le cimetière,, où le capitaine Perry tente de résister avec un tambour et quelques hommes.
Selon Julien Guillemot, les chouans se sont rendus maîtres de la ville en une demi-heure. D'après le récit du 2e chasseurs : « au bout de trois quarts d'heure, tout était fini à l'avantage des brigands ». Seuls quelques hommes arrivent à fuir à travers champs en direction de Baud,,,. Environ 150 chouans les poursuivent jusqu'aux landes de Clinchap, près de Plumelin.
Les hommes de Guillemot ne s'attardent pas à Locminé, qu'ils évacuent vers 2 heures de l'après-midi avec leurs prisonniers et les jeunes gens en état de porter les armes. Ils se rendent alors à Guéhenno, où Cadoudal vient bientôt les rejoindre.

## Pertes
Selon les premiers rapports républicains, huit militaire de la 58e demi-brigade sont tués au combat et seuls 25 des 100 hommes de garnison parviennent à s'enfuir, avec la brigade de gendarmerie. Tous les autres défenseurs sont faits prisonniers.
D'après une déclarations des chasseurs à cheval du 2e régiment, datée du 31 décembre 1799, une vingtaine de républicains sont tués ou blessés mortellement au cours du combat, tandis que 34 hommes d'infanterie et 13 chasseurs à cheval sont faits prisonniers,,. Parmi ces derniers, sept, blessés, sont relâchés le jour même et deux autres suivent le surlendemain,. Tous les autres sont relâchés peu après,. 
Parmi les morts figure le lieutenant Valois,,,, « percé d'une balle, après avoir renversé un brigand sous ses coups »,.
Selon Julien Guillemot, les chouans font plus de 100 prisonniers, dont plusieurs appartenant à la colonne mobile,,. D'après le récit laissé dans ses mémoires, son père fait libérer les soldats des troupes de ligne en échange du serment de ne plus combattre les royalistes, mais il affirme qu'il fut en revanche « impossible de faire grâce » aux hommes de la colonne mobile « tant le peuple était exaspéré contre ces scélérats, qui s'étaient livrés à tous les crimes dans les campagnes »,,.
Cependant, les différents rapports républicains ne font aucune mention d'exécutions de prisonniers,. Pour les historiens Émile Sageret et François Cadic, les jeunes gens de la colonne mobile sont très probablement enrôlés par les insurgés,.
D'après un des rapports républicains, Guillemot offre à une vingtaine de prisonniers de servir dans les rangs de l'insurrection, moyennant une paye de 20 sous par jour. Le rapport des chasseurs à cheval indique également qu'« il n'est point de moyens de séduction que (les brigands) n'aient employés pour déterminer les prisonniers à servir avec eux ».
Du côté des royalistes, les pertes sont de « quelques » morts selon la déclaration des chasseurs à cheval. Les chouans enmènent également une trentaine de blessés, qui sont soignés dans les bois du château de Kerguéhennec par l'officier de santé républicain Equester. D'après ce dernier, cinq d'entre eux succombent par la suite à leurs blessures.